# Andrea Stramaccioni
Andrea Stramaccioni (* 9. Januar 1976 in Rom, Italien) ist ein italienischer Fußballtrainer und ehemaliger Fußballspieler.

## Laufbahn

### Karriere als Spieler
Stramaccioni lief während seiner Zeit als Aktiver für den FC Bologna als Verteidiger auf, musste seine Karriere allerdings aufgrund einer schweren Knieverletzung nach kurzer Zeit beenden.

### Karriere als Trainer
Seine Trainerkarriere begann Stramaccioni im Jugend- bzw. Amateurbereich. Nachdem er dort einige Erfolge feiern konnte, wurde der AS Rom auf ihn aufmerksam und engagierte Stramaccioni als Trainer im Nachwuchsbereich. Obwohl er mit der Jugend der „Giallorossi“ einige Erfolge feiern konnte, wurde er nach der Übernahme des Vereins durch ein amerikanisches Konsortium um den Investor Thomas DiBenedetto entlassen. Daraufhin heuerte Stramaccioni als Jugendtrainer bei Inter Mailand an, das bereits vor seiner Verpflichtung durch den AS Rom Interesse an ihm gezeigt hatte.
Mit der Primavera der „Nerazzurri“ gewann Stramaccioni am 25. März 2012 die erste Austragung der NextGen Series, eines Nachwuchsturniers, an dem Jugendmannschaften zahlreicher europäischer Spitzenvereine teilnehmen. Im Finale in London konnte die Jugendmannschaft von Ajax Amsterdam im Elfmeterschießen bezwungen werden.
Bereits einen Tag später trat Stramaccioni die Nachfolge von Claudio Ranieri als Trainer der A-Mannschaft von Inter an. Sein erstes Ligaspiel als Cheftrainer der „Nerazzurri“ am 1. April 2012 endete in einem 5:4-Erfolg über den CFC Genua. Im Anschluss an die Saison 2011/12 wurde Stramaccioni, der zunächst nur als Übergangstrainer angesehen wurde, mit einem Dreijahresvertrag ausgestattet. Nachdem Inter die Saison 2012/13 aber nur auf dem neunten Tabellenplatz beendet hatte, wurde am 24. Mai 2013 die Entlassung von Stramaccioni bekanntgegeben. Sein Nachfolger bei den Mailändern wurde Walter Mazzarri.
Nach Francesco Guidolins Rücktritt als Trainer bei Udinese Calcio wurde Stramaccioni am 4. Juni 2014 als Nachfolger vorgestellt. Sein Engagement endete bereits nach einem Jahr, nachdem der friulische Traditionsverein auf eine Verlängerung des zum 30. Juni 2015 auslaufenden Vertrags verzichtete.

## Trivia
Stramaccioni ist promovierter Jurist.
Nach seinem Erfolg mit der Nachwuchsmannschaft von Inter Mailand bei der NextGen Series wurde der Römer von der Gazzetta dello Sport als „Mourinho der Jungtalente“ bezeichnet. Hierbei handelt es sich um eine Anspielung auf den portugiesischen Trainer José Mourinho, der mit der A-Mannschaft von Inter 2010 die Champions League gewann.
Stramaccioni ist für seine Fähigkeit bekannt, junge Talente zu fördern und für die Serie A fit zu machen.
Im Juli 2025 rettete er an der Adriaküste zwei Teenagerinnen aus Südtirol vor dem Ertrinken.